# Youwang
Król You z dynastii Zhou (chiń. 周幽王; pinyin Zhōu Yōuwáng; zm. 771 p.n.e.) – dwunasty król dynastii Zhou, ostatni z jej zachodniej linii. Rządził w latach 782–771 p.n.e.

## Panowanie
W drugim roku panowania You (780 p.n.e.) Chiny nawiedziło trzęsienie ziemi. Wróżbita imieniem Bo Yangfu wyjaśnił władcy, że to zapowiedź kryzysu państwa chińskiego.
Król starał się zaimponować swojej ukochanej-konkubinie Bao Si, oszukując możnowładców, że władca znajduje się w niebezpieczeństwie. Przybyli do zamku, lecz jedyne co znaleźli to Bao Si, która wyśmiewała się z nich. Gdy niebezpieczeństwo naprawdę przyszło (najazd koczowników), król znów zwołał możnowładców, jednak żaden nie przybył, ponieważ pomyśleli, że to kolejny żart władcy. Youwang zginął w Haojing (镐京) a Bao Si została porwana.
Jego następcą został jego syn, Pingwang, przenosząc siedzibę władzy do Luoyangu. Dynastia Zhou stopniowo traciła na znaczeniu, rozpoczął się Okres Wiosen i Jesieni.